# Antoni (Chedraoui)
Antoni, nazwisko Chedraoui Tannous (ur. 17 stycznia 1932 w Trypolisie, zm. 14 czerwca 2017) – biskup prawosławnego Patriarchatu Antiocheńskiego.

## Życiorys
Wykształcenie średnie uzyskał w prawosławnym seminarium w Balamand. W latach 1950–1952 studiował języki starożytne w Koryncie. Po ukończeniu studiów, otrzymał w Trypolisie święcenia diakońskie (1952). Następnie wrócił do Grecji, gdzie studiował teologię na Uniwersytecie w Atenach, którą ukończył w 1958 r. W tym samym roku przyjął święcenia kapłańskie i otrzymał godność archimandryty. Był sekretarzem metropolity Trypolisu Teodozjusza. Kiedy ten w listopadzie 1958 r. został wybrany na patriarchę antiocheńskiego, archimandrytę Antoniego mianowano ihumenem monasteru Bkaftin w Al-Koura. W tym czasie działał również w sądzie duchownym metropolii oraz był redaktorem naczelnym prawosławnego pisma Al-Haraka (pol. „Ruch”).
5 czerwca 1966 odbyła się jego chirotonia biskupia. Został patriarchalnym wikariuszem w Meksyku, Wenezueli, Ameryce Centralnej i Karaibach. W 1996 r., w związku z podniesieniem tego biskupstwa do rangi metropolii, został ordynariuszem nowej administratury.
Uważany za jednego z liderów zarówno diaspory libańskiej, jak i ogółem arabskiej w Meksyku. Jednak swojej działalności biskupiej nie ograniczał do społeczności arabskiej – wskutek jego starań przetłumaczono teksty nabożeństw prawosławnych na język hiszpański, opracowano muzykę bizantyjsko-arabską tak, by przystosować ją do tego języka. Dzięki temu nabożeństwa w parafiach Patriarchatu Antiocheńskiego w Ameryce Łacińskiej są sprawowane w językach hiszpańskim i angielskim, a Latynosi stanowią znaczny odsetek wiernych metropolii. Działalność hierarchy na tym polu spowodowała, że w 1994 r. metropolicie Antoniemu nadano obywatelstwo Meksyku.
Był ważną postacią religijną w Meksyku, przeprowadzono z nim wiele wywiadów telewizyjnych; wypowiadał się na tematy ekumeniczne (zagadnienia relacji prawosławno-katolickich) i społeczne. Między innymi publicznie sprzeciwiał się legalizacji związków jednopłciowych oraz posiadaniu broni przez tzw. „grupy samoobrony”, uważając, że ochrona należy do zadań władz państwowych, a broń łatwo może trafić w niepowołane ręce.
Zmarł w 2017 r.